# Quenan
En el llibre del Gènesi, capítol cinquè, Quenan (en hebreu קֵינָן בן-אֱנוֹשׁ Qênān ben Ĕnôš i en àrab قینان بن انوش Kaynan ibn Anoush), també anomenat Kainan o Keinan, és fill d'Enoix, net de Set i besnet d'Adam i Eva.
Quenan va ser pare de Mahalalel quan tenia setanta anys, després va viure vuit-cents quaranta anys més i va engendrar altres fills i filles fins que va morir a l'edat de nou-cents deu anys.